# Blossia clunigera
Espèce
Blossia clunigera est une espèce de solifuges de la famille des Daesiidae.

## Distribution
Cette espèce est endémique d'Afrique du Sud.

## Description
Le mâle mesure 9 mm et la femelle 9 mm.

## Publication originale
- Kraepelin, 1908 : Skorpione und Solifugen. Zoologische und anthropologische Ergebnisse e Forschungsreise in Sudafrika. Denkschriften der Medicinisch-naturwissenschaftlichen Gesellschaft zu Jena, vol. 13, p. 247-282 (texte intégral).